# Dommartin-Varimont
Dommartin-Varimont es una comuna francesa situada en el departamento de Marne, en la región de Gran Este.

## Demografía
| 153 | 165 | 148 | 133 | 119 | 125 | 136 |
| Para los censos de 1962 a 1999 la población legal corresponde a la población sin duplicidades (Fuente: INSEE [Consultar]) |     |     |     |     |     |     |